# N. U. Unruh
N.U. Unruh (Andrew Chuddy de son vrai nom) est un batteur et un percussionniste expérimental allemand né en 1957 à New York. Il est surtout connu en tant que membre du groupe de musique industrielle Einstürzende Neubauten.

## Biographie
Andrew Chuddy est né à New York mais a grandi à Berlin-Ouest. Dans son adolescence, il a passé plusieurs années à Amsterdam où il a appris le métier d'accordeur de piano. Il fonde le groupe Einstürzende Neubauten en 1980 avec son ami et ancien camarade de classe Blixa Bargeld. Il est avec ce dernier le seul membre fondateur faisant partie du groupe aujourd'hui. D'abord surnommé N-Dih, homophonie de Andy, il choisit bientôt son nom de scène définitif dérivé du mot allemand Unruhe. Dans le groupe, il se spécialise dans la batterie, ainsi que dans toute une gamme d'instruments de percussions qu'il fabrique souvent lui-même. Sa batterie de métal et de ferraille deviendra une des marques de fabrique du groupe à partir de Kollaps.
Le 26 juin 2000, il sort son premier et unique album solo intitulé Euphorie im Zeitalter der digitalen Informationsübertragung (« Euphorie dans l'ère du transport de données numériques » en français)
Il est également membre du groupe Bombus qu'il décrit comme un « groupe de dance électronique avec des batteurs, des performers et des DJ ».
En 2004 sort son DVD 12 Ambiences Airshow.

## Discographie
avec Einstürzende Neubauten
Voir la discographie d'Einstürzende Neubauten
en solo
- 2000 Euphorie im Zeitalter der digitalen Informationsübertragung
- 2004 12 Ambiences Airshow